# Rockport (Texas)
Rockport é uma cidade localizada no estado norte-americano do Texas, no Condado de Aransas.

## Demografia
Segundo o censo norte-americano de 2000, a sua população era de 7385 habitantes.
Em 2006, foi estimada uma população de 9264, um aumento de 1879 (25.4%).

## Geografia
De acordo com o United States Census Bureau tem uma área de
37,6 km², dos quais 24,3 km² cobertos por terra e 13,3 km² cobertos por água. Rockport localiza-se a aproximadamente 3 m acima do nível do mar.

## Localidades na vizinhança
O diagrama seguinte representa as localidades num raio de 24 km ao redor de Rockport.